# Ratko Božović
Radosav Ratko Božović (Banja Luka, 11. jun 1934 — Beograd, 23. novembar 2023) bio je srpski univerzitetski profesor i književnik. Bio je redovni profesor Fakulteta političkih nauka u Beogradu za predmete: Teorija kulture, Sociologija kulture, Kulturna politika, Javno mnjenje i dugogodišnji šef Katedre za novinarstvo i političku sociologiju.

## Biografija
Gimnaziju završio u Nikšiću, a Filozofski fakultet u Beogradu 1959. godine. Magistrirao 1967, a doktorirao 1971. godine. Uža specijalizacija: teorija i sociologija kulture, sociologija slobodnog  vremena  i sociologija umetnosti.
Držao predavanja i na redovnim i na poslediplomskim studijama. Bio je rukovodilac smera Sociologija kulture i kulturna politika na postdiplomskim studijama Fakulteta političkih nauka, gde je držao predavanja iz predmeta Fenomeni modernog sveta.
Bio je profesor na Fakultetu dramskih umetnosti i Fakultetu likovnih umetnosti u Beogradu (za predmet: Sociologija umetnosti), na Filološkom fakultetu u Beogradu na smeru Sociologija jezika i književnosti poslediplomskih studija (za predmet: Sociologija masovnih komunikacija) i na poslediplomskim studijama Arhitektonskog fakulteta u Beogradu (za predmet: Kultura urbanog vremena). Predavao je Teoriju kulture na  Fakultetu političkih nauka u Podgorici. U Podgorici, predavao je i na Fakultetu vizuelnih umetnosti na Mediteran univerzitetu.
Deset godina proveo je kao predavač Sociologije kulture na Filozofskom fakultetu Univerziteta Crne Gore u Nikšiću. Radio je i kao jugoslovenski dopisnik francuskog časopisa za svetsku  politiku Democratie Nouvelle (Nova demokratija)  i urednik edicije „Kultura i društvo”  (IP „Vuk Karadžić”, Beograd)] i biblioteke „Poenta”  Nikšić. Studijski je boravio u Parizu 1972 - 1973. godine, a u Njujorku 1986, 1992, 2006. Predavao je sociologiju umjetnosti na Fakultetu umjetnosti na UDG univerziteta u Podgorici.
Bio je član je srpskog žirija Saveta za borbu protiv korupcije koji dodeljuje nagradu "Verica Barać" i u žiriju Lige eksperata-LEX koji dodeljuje nagradu Vitez poziva i Udruženja književnika Srbije.

## Nagrade
- „Đorđe Fišer“ 2012. godina[3]
- "Radoje Domanović" 2016. godine za teorijski pristup satiri[4]

## Dela
- Kultura slobodnog vremena (1971)[5]
- Metamorfoze igre (1972)
- Iskušenja slobodnog vremena (1975)[6]
- Usud igre (1977)
- Nedoumice oko kulture (1978)
- Lavirinti kulture (1984)[7]
- Pod znakom pitanja (1985)
- Kroz crveno (1989)
- Kult – ura  (1990)
- Noćna mora (1990)
- Izveštaj iz ludnice (1993)
- Razbijeno ogledalo (1997)
- Putovanje u noć (1997)[8]
- Nulta tačka (1997)[9]
- Sedmorica iz Stradije (1998)
- Uzaludna knjiga (1999)[10]
- Bez maske (1999)
- Sedmo nebo (2000)[11]
- Dnevnik 2000 (2000)[12]
- Dominacija i otpor (2000)[13]
- U traganju za dokolicom (2004)
- Sumrak vrline (2004)
- Ludosti uma (2006)[14]
- Leksikon kulturologije (2006)
- Od Stradije do Stradije 1-2 (2007)
- Poenta (2007)[15]
- Play (2008)
- Psi i njihovi prijatelji (2009)
- Ram za sliku (2010)[16]
- Prijatelj (2010)[17]
- Tišina dokolice (2010)[18]
- Sedmorica protiv Mene (2010)[19]
- O psima i ljudima (2011)[20]
- Moje simpatije (2012)[21]
- Šapa u ruci (2012)[22]
- Neošišani (2014)[23]
- Igra ili ništa (2014)[24]
- Ne ostavljaj me (2014) zajedno sa Marijanom Rajić[25]
- Paradoksi medijske slobode (2015)
- Bravure duha (2015)[26]
- Tragovima moga psa (2015) zajedno sa Marijanom Rajić[27]
- Tajne dijaloga (2023)[28]

## Spoljašnje veze
- Ratko Božović: Stanje u medijima gore nego devedesetih Ratko Božović: Stanje u medijima gore nego devedesetih Архивирано на веб-сајту  (7. март 2016)
- Božović: Balkanski nacionalizmi su imali obličje fašizma Božović: Balkanski nacionalizmi su imali obličje fašizma
- Ratko Božović:Nismo se oslobodili onih čiji život počiva na mržnji Ratko Božović:Nismo se oslobodili onih čiji život počiva na mržnji
- Biblioteka grada Beograda obeležila svoj 85. rođendan Biblioteka grada Beograda obeležila svoj 85. rođendan
- Nedoumice oko kulture; RU "Veljko Vlahović", Subotica,1979. Festival kroz vreme
- Pod znakom pitanja, NIO "Univerzitetska riječ" Titograd,1985. Horizonti humanizma
- Kult-ura,"Milić Rakić" , "Naučna knjiga", Valjevo-Beograd 1990. SCIndeks
- Izveštaj iz ludnice,Vidici, Beograd, Unirerex, Nikšić, 1993. Etna
- Razbijeno ogledalo,Savana-Prometej,Beograd, Novi Sad,1996. WordCat.org
- Sedmorica iz Stradije,Tiski cvet,Novi Sad,1998. Aforizmi  i sve o aforizmu
- Bez maske, ANIZ-Onogošt, Nikšić, Beograd,1999. Aforizmi i sve o aforizmima
- U traganju za dokolicom, Pobjeda,Podgorica,2003. SCIndeks
- Sumrak vrline, Čigoja štampa, Beograd,2004. Filozofski fakultet Novi Sad
- Leksikon kulturologije,Agencija Matić,Udruženje Nauka i društvo Srbije, 2006. Relation between media and the subcultural expression
- Od Stradije do Stradije,1-2,Stylos- Ilijada, Novi Sad, 2007. Portal Montenegrina